# 8BIT MUSIC POWER
『8BIT MUSIC POWER』（エイトビット ミュージックパワー）は、コロンバスサークルより2016年1月30日に発売されたファミリーコンピュータ用ゲームソフト。ファミリーコンピュータの発売元である任天堂のライセンスは非認証であり、パッケージなどの表記には商標である「ファミリーコンピュータ」は使用されず「FC/FC互換機用」「FCソフト」と記されている。
本稿では、2017年4月6日発売のシリーズ2作目『8BIT MUSIC POWER FINAL』（ - ファイナル）、2024年6月14日発売のシリーズ3作目『8BIT MUSIC POWER ENCORE』（ - アンコール）についても記述する。

## 概要
本作は厳密にはゲームではなく音楽アルバムであり、ファミコンの内蔵音源チップを利用して音楽を再生させる仕様となっている。イラストレーターのRIKIがプロデュースを務め、1980年代にゲーム業界で活動していたクリエイターやチップチューンを手掛けるミュージシャンによるオリジナルの楽曲が収録されている。本体はファミリーコンピュータのカートリッジと同じ外観で、パッケージや説明書についても同機種をイメージしたデザインが施されている。
2024年11月28日にシティコネクションより発売予定のオムニバスソフト『RIKI 8Bit GAME Collection』には、収録5作品の中に『8BIT MUSIC POWER』『8BIT MUSIC POWER FINAL』『8BIT MUSIC POWER ENCORE』の3作品が含まれている。

## 収録曲

### 8BIT MUSIC POWER
1. BLACK CARTRIDGE / Hally (2:36)
2. PICO MY HEART / 国本剛章 (2:06)
3. CIRCUS GAME / 佐野広明 (2:16)
4. MASS PURPLE / 与猶啓至 (3:46)
5. NARU YONI NARU / サカモト教授 (2:04)
6. PHASE OUT (0.8) / Saitone (7:07)
7. ORIENTAL MYSTIQUE / 梶原正裕 (3:12)
8. EIGHT BIT JUNGLE / 慶野由利子 (3:51)
9. TIP-TRACK 303 / Tappy (2:53)
10. KIRAKIRA BUSHI / Omodaka (4:46)
11. TESTPATTERN / 塩田信之 (7:23)

このほかにオプションモードから聴くことができるシークレットトラックが1曲存在する（FUWAx2 + MOKOx2 / Tappy (2:20)）。

### 8BIT MUSIC POWER FINAL
1. Shooting☆Starlight / Tappy
2. MONKEY MONKEY / ヒゲドライバー
3. Power of Music / 除村武志(YMCK)
4. I am seeing things / 松前真奈美
5. POP TRACK / SEXY-SYNTHESIZER
6. Star Falsion 2 / 中潟憲雄
7. KiraKira / 仲野順也
8. Nostalgic Reverie / 古川もとあき
9. Black Tokyo / 下田祐
10. FUTURE DREAMER / TORIENA
11. AI Bomb 8MP Edit / naruto
12. Mysterious Shrine / ZUN
13. KS2?VirtualStage1 / Bun[4] ※声優のあさみほとりが声で参加している[5]。
14. REAL ADVENTURE / TECHNOuchi
15. fera giganto #1 / IPPO YAMADA
16. Bit Shift Girl / Sntrr（並木学） ※当初は「謎の音楽家」とされていたが[6]、後に正体が明かされた。
17. Believe It or Not! / 渡部恭久
18. Red-White Planet / hally

### 8BIT MUSIC POWER ENCORE
1. Jump over The Unb / Bun
2. LEAPS / 阿保剛
3. MUTANT MAN / 冨田朋也
4. Radiant Fortitude / 花岡拓也
5. Kara Kasa / ヒゲドライバー
6. Melancholy Star / 安井洋介
7. Question XYZ / ヨナオケイシ
8. Border Face / Saitone
9. Wonderful World / hally
10. Asagao / 荒川憲一
11. 8Bit Kecak / 下田祐
12. Avenida Praia / 齋藤博人
13. nanca / Omodaka
14. Firebolt / 塩田信之

## 書籍
いずれもムックの形態で発売。
- 8BIT MUSIC POWERサウンドブック（三才ブックス、2016年6月9日発売） - 付録のエンハンスドCDには、『8BIT MUSIC POWER』の12曲、ボーナストラック2曲のほか、Windowsパソコンで動作する『8BIT MUSIC POWER』のデータやRIKIの高解像度イラストなどを収録。
- 8BIT MUSIC POWER ファイナル&アンコール（三才ブックス、2017年12月25日発売） - 付録のCD-ROMには、Windows版『8BIT MUSIC POWER FINAL』および当時未発売の『8BIT MUSIC POWER ENCORE』の一部、RIKIが以前に手掛けた別作品『NEO平安京エイリアン』『ゲーム天国 CruisinMix』のドット絵・イラストなどを収録。